# ISO 3166-2:LS

Distrikte von Lesotho

Die Liste der ISO-3166-2-Codes für  Lesotho enthält die Codes für die zehn Distrikte.

Die Codes bestehen aus zwei Teilen, die durch einen Bindestrich voneinander getrennt sind. Der erste Teil gibt den Landescode gemäß ISO 3166-1 (für  Lesotho LS), der zweite den Code für den Distrikt wieder.
Die aktuellen Codes stehen auf der Seite der ISO unter #iso:code:3166:LS zur Verfügung.

| Distrikt      | Code |
| ------------- | ---- |
| Maseru        | LS-A |
| Butha-Buthe   | LS-B |
| Leribe        | LS-C |
| Berea         | LS-D |
| Mafeteng      | LS-E |
| Mohale’s Hoek | LS-F |
| Quthing       | LS-G |
| Qacha’s Nek   | LS-H |
| Mokhotlong    | LS-J |
| Thaba-Tseka   | LS-K |